# 董學賢
董學賢（英語：Benny Tun，?—）是香港前馬評人，現在中上環從商，亦是馬評家董驃之幼子，祖籍浙江宁波，生于香港。

## 简介
曾經就讀番禺會所華仁小學和香港培正中學，自高中開始到英國升學，大學時期在溫徹斯特大學取得商業管理（市場營銷）學士學位，以及在英國金士頓大學考得電影製作碩士學位。

## 經歷
2012年－2013年馬季期間，先後為香港賽馬會主持馬季開鑼特輯《馬季新揭示》，以及打吡特輯《打吡立方睇》。
2013年－2014年馬季期間，董學賢將會加盟亞洲電視本港台的《賽馬直擊》，成為賽馬節目主持人。
2014年馬季後，董學賢放棄評馬人工作，轉行經營香水店。